# Maria Königin des Friedens (Halle)

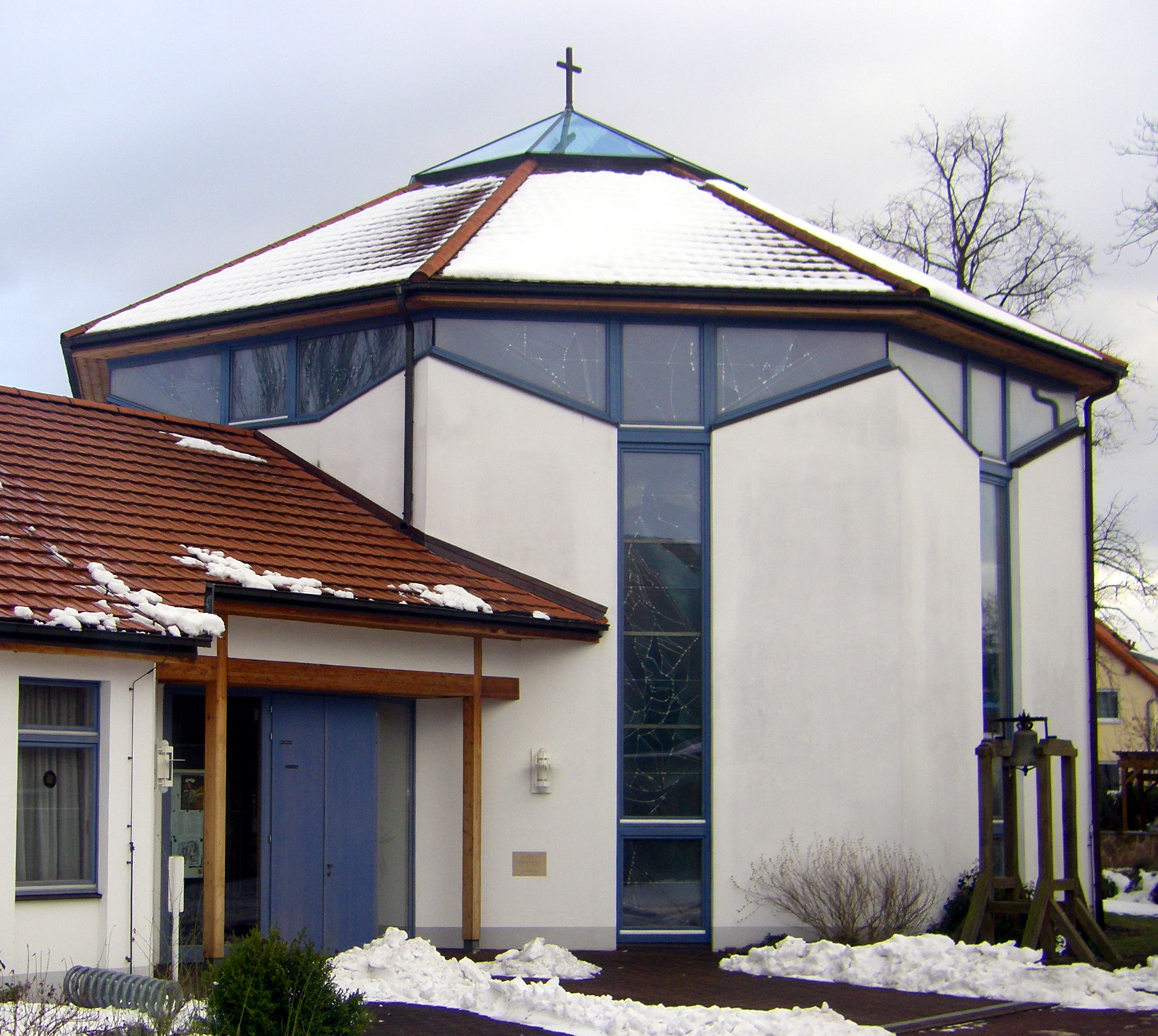
Kirche Maria Königin

Die Kirche Maria Königin des Friedens, auch kurz Maria Königin genannt, ist eine 1998 errichtete katholische Kirche im Stadtteil Dölau von Halle (Saale) in Sachsen-Anhalt. Sie ist die jüngste Kirche der Stadt und eine von zwei katholischen Kirchen in der Kirchengemeinde Zappendorf-Dölau, die zur Pfarrei Halle-Nord (Pfarrei Carl Lampert) im Dekanat Halle des Bistums Magdeburg gehört.

## Geschichte
Durch die Reformation wurden die Bevölkerung und die Kirche von Dölau im 16. Jahrhundert protestantisch. Bei der Kirchenvisitation von 1583 waren in Dölau keine Katholiken mehr vorhanden.
Im Zuge der Industrialisierung kamen von Mitte des 19. Jahrhunderts an zahlreiche katholische Zuwanderer aus dem Eichsfeld, Schlesien und Polen in die Gegend um Salzmünde, sie arbeiteten meist auf den Gütern des Agrarunternehmers Johann Gottfried Boltze. Infolgedessen wurde 1869 in Zappendorf die katholische St.-Elisabeth-Kirche errichtet.
1945 kamen im Zuge der Flucht und Vertreibung Deutscher aus Mittel- und Osteuropa eine große Anzahl Katholiken auch nach Dölau. Zunächst wurde die evangelische Kirche Dölau für katholische Gottesdienste genutzt.
1953 gründete das Erzbischöfliche Kommissariat Magdeburg die Kuratie Halle-Dölau als Tochtergemeinde der Pfarrei Zappendorf, für die bereits im Oktober 1953 der Tanzsaal der Gaststätte Zur Dölauer Heide an der Lettiner Straße (später in Elbestraße und Zechenhausstraße umbenannt) angemietet und zu einer Notkirche umgestaltet wurde. Von 1953 an wurden in Dölau auch katholische Kirchenbücher geführt. Auch im Waldkrankenhaus von Dölau, einem von 1936 bis 1942 als Luftwaffenlazarett erbauten Gebäude, fanden katholische Gottesdienste statt.
Der Kuratus von Dölau versuchte ab 1954 erfolglos, ein Grundstück für den Bau einer Kirche zu erwerben. Der in Angriff genommene Kauf des Grundstücks VdF-Straße 15 konnte nicht realisiert werden. Der Architekt Johannes Reuter war bereits mit dem Entwurf für einen Kirchbau beauftragt worden. Daher wurde der bisher schon genutzte Tanzsaal 1960/61 renoviert und umgestaltet, er wurde dann noch bis 1990 für Gottesdienste genutzt.
1975 erwarb Joachim Latte (1936–1999), seit 1971 Kuratus von Halle-Dölau, die in der Hans-Litten-Straße 26 gelegene Villa des Arztehepaars Jakobi, die er 1976 bezog. Auch eine Hauskapelle wurde in dem Gebäude eingerichtet. Zuvor bewohnten die Kuraten von Dölau eine Mietwohnung in der Halleschen Straße 24 (später in Salzmünder Straße umbenannt). 1978 gehörten zur Kuratie Halle-Dölau rund 750 Katholiken.
1982 wurde die Kuratie Halle-Dölau mit der Pfarrei Zappendorf zur Pfarrei Zappendorf-Dölau zusammengeschlossen. Seit 1983 betreut auch der Pfarrer aus Halle-Dölau die Kirche in Zappendorf mit, da Zappendorf keinen ortsansässigen Priester mehr bekam.
Da sich die Gemeinde nach der Wende ab 1990 durch Zuzüge vergrößerte und der neue Besitzer des Dölauer Gasthauses den Saal der Notkirche kündigte, beschloss das Bischöfliche Amt Magdeburg, einen Neubau zu errichten. Von 1990 an wurde zunächst die evangelische Kirche in Dölau wieder für katholische Gottesdienste genutzt.
1992 konnte von der Neuapostolischen Gemeinde Dölau ein Grundstück angekauft werden, auf dem diese ursprünglich selbst den Bau eines Gemeindehauses vorgesehen hatte. Bereits 1993 erteilt der Magistrat der Stadt Halle die Baugenehmigung für die Kirche. Am 15. November 1997 wurde durch Theodor Stolpe (1932–2016), den Generalvikar des Bistums Magdeburg, der Grundstein gelegt. Am 29. Januar 1998 wurde Richtfest gefeiert, und am 6. Dezember 1998 die Kirche geweiht. Die Kirche wurde nach dem Marientitel Königin des Friedens benannt. Angeschlossen an den Kirchenbau wurde die Pfarrwohnung und Gemeinderäume.
Am 1. März 2006 wurde der Gemeindeverbund „Heilig Kreuz – St. Norbert – Halle-Dölau – Löbejün – Ostrau – Wettin – Zappendorf“ („Halle Nord“) gegründet, zu dem von da an die Pfarrei Zappendorf-Dölau gehörte. Damals gehörten zur Pfarrei Zappendorf-Dölau rund 990 Katholiken, davon wohnten rund 560 im Gebiet der ehemaligen Kuratie Dölau. Am 21. Juni 2009 entstand aus dem Gemeindeverbund die Pfarrei „Halle-Nord“, die seit dem 13. November 2014 ihren heutigen Namen „Carl Lampert“ trägt. Zur Pfarrei gehören außer der Kirche in Dölau auch die Kirchen Heilig Kreuz und St. Norbert in Halle, sowie St. Joseph in Löbejün, St. Michael in Ostrau, St. Petrus in Wettin und St. Elisabeth in Zappendorf.

## Architektur und Ausstattung
Die Kirche steht auf dem Grundstück Hans-Litten-Straße 5 (Ecke Alfred-Oelßner-Straße). Das nach Plänen des halleschen Architekten Reinhard Rüger entworfene pavillonartige Kirchengebäude ist ein Zentralbau auf achteckigem Grundriss, der als Zeichen der Harmonie und Gemeinschaft interpretiert wird. In rechtem Winkel zueinander sind das Pfarrhaus und der Gemeindesaal als Flügel an die Kirche angebunden. Die Kirche ist von den angrenzenden Gemeinderäumen so nicht getrennt und soll in dieser Gestaltung Symbol für die offene Kirche sein. Die Verbindung im sich so ergebenden Winkel wird durch ein Eingangsfoyer geschaffen. Die Abschlüsse von Pfarrhaus und Gemeindesaal wurden polygonal gestaltet.
Der Altar, der ebenso wie das Kirchengebäude achteckig gestaltet ist, steht im Mittelpunkt des Kirchenraumes unter einem Oberlicht. Die Bestuhlung ist rund um den Altar angeordnet, so dass er nicht nur Zentrum des liturgischen Geschehens ist, sondern auch räumlich die Mitte der Kirche bildet.
Die von der Magdeburger Künstlerin Maren-Magdalena Sorger entworfenen und gemalten Fensterbilder wurden in der Glasmalerei-Werkstatt Peters in Paderborn gefertigt. Sie stellen Szenen aus dem Leben von Maria, der Schutzpatronin der Kirche, dar. Der Magdeburger Metallgestalter Egon Sellin (geb. 1930) schuf das Kreuz, den Leuchter und den Tabernakel.
Die Kirche verfügt über eine elektronische Orgel von der Firma Hoffrichter in Salzwedel.
Vor der Kirche steht ein kleiner hölzerner Turm mit einer Glocke, die von Hand geläutet wird.